# Schloss Burkersdorf

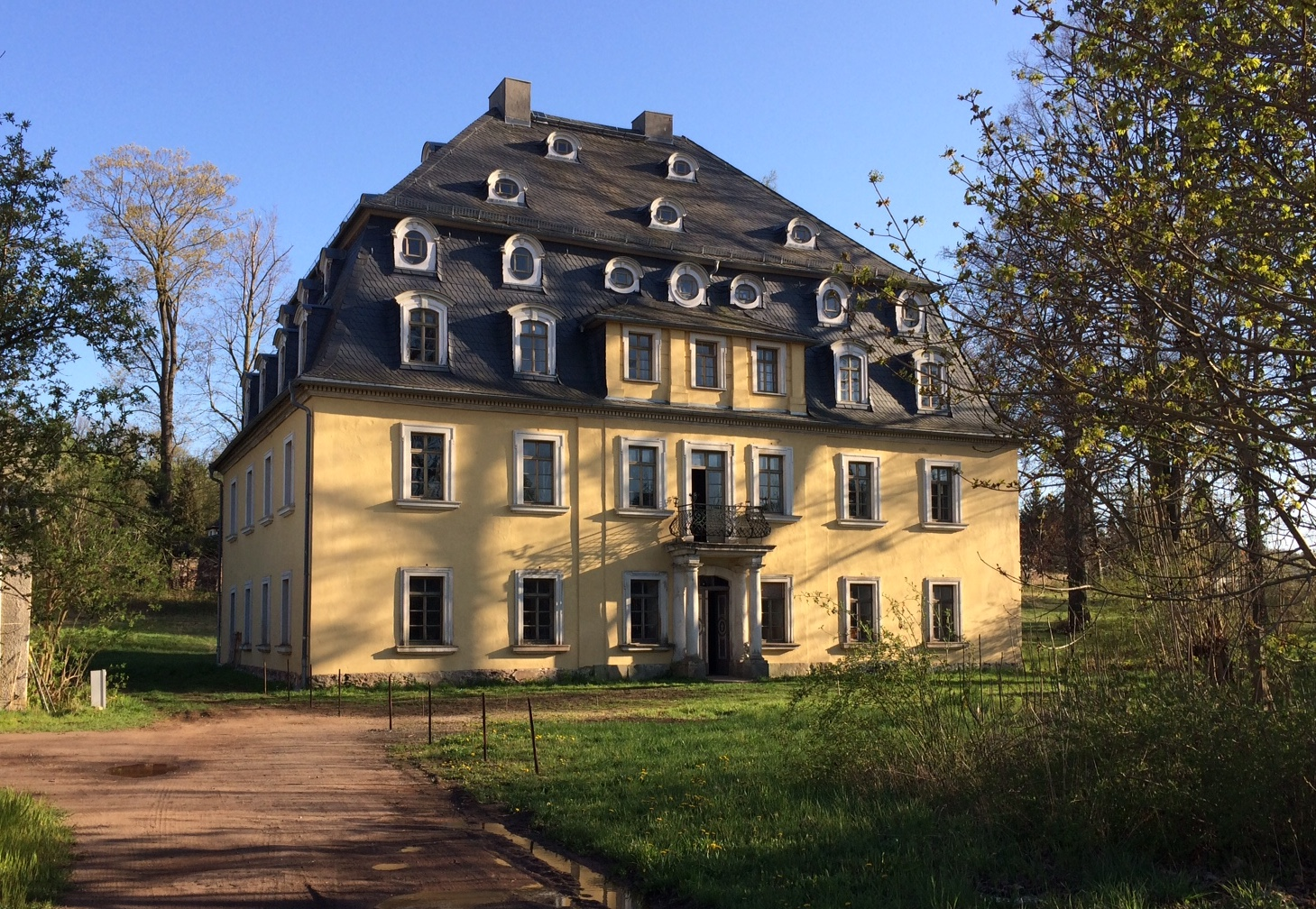
Ansicht von der Ortsmitte aus

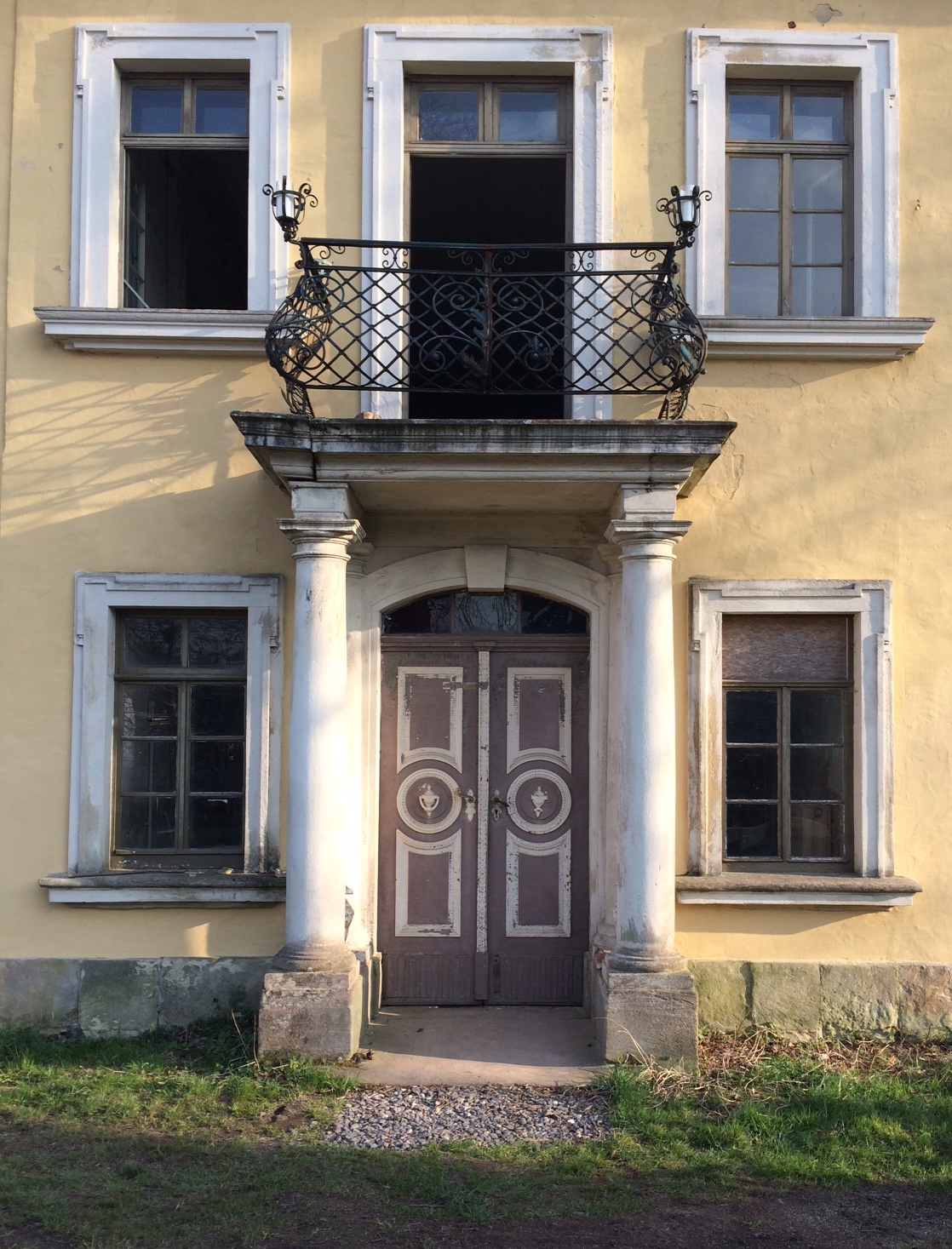
Portal

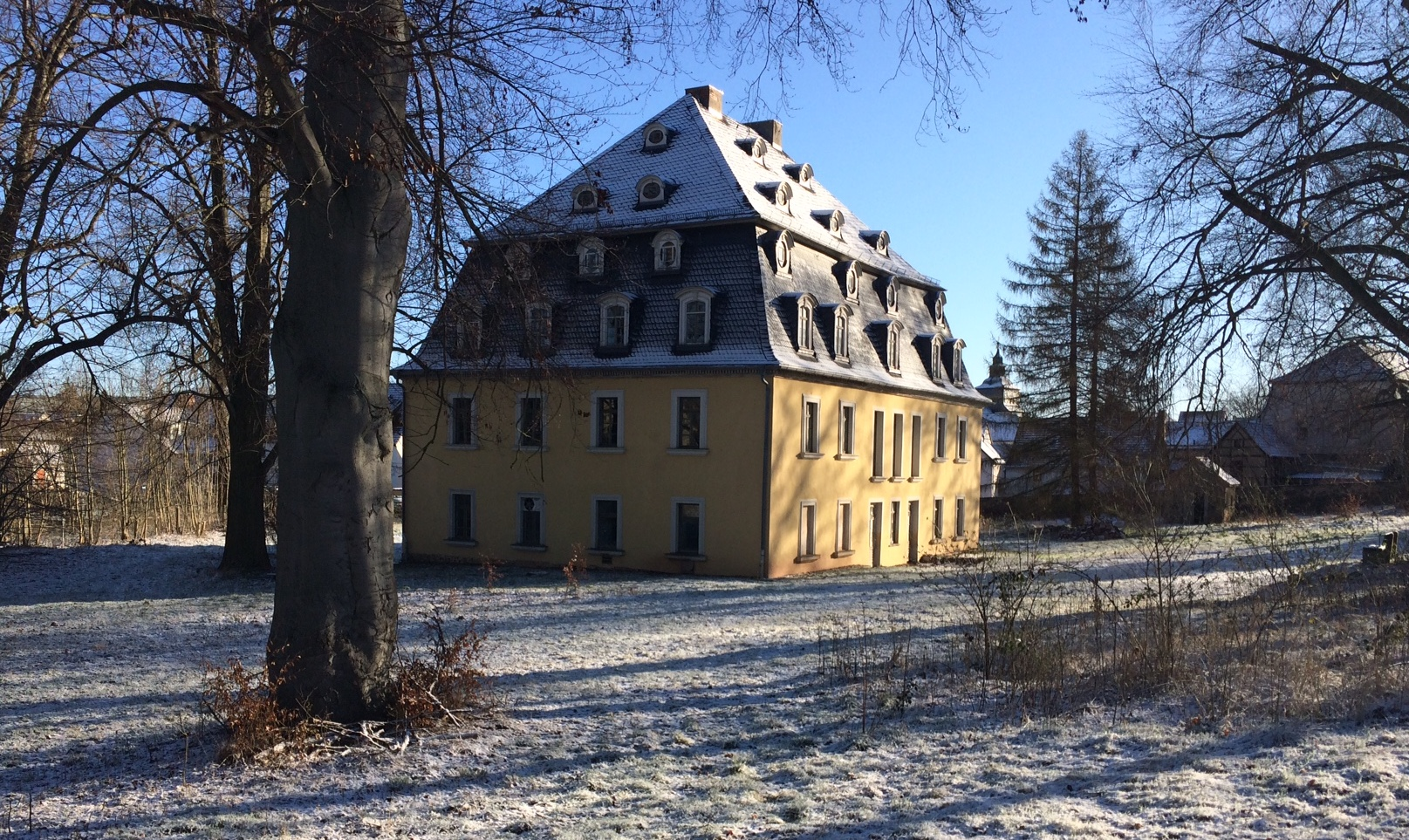
Ansicht vom Park her

Schloss Burkersdorf ist ein barockes Herrenhaus im Ortsteil Burkersdorf der Gemeinde Harth-Pöllnitz in Thüringen. Es steht unter Denkmalschutz.

## Architektur
Es handelt sich um einen rechteckigen, zweigeschossigen Putzbau mit viergeschoßigem abgewalmtem Mansarddach. An der Nordseite befindet sich ein dreiachsiger Mittelrisalit mit frühklassizistischem Portal und originaler Holztür. Darüber ist ein Altan angeordnet, der auf zwei toskanischen Säulen ruht. Die schiefergedeckten Dachflächen sind durch vier Reihen unterschiedlich gestalteter Gauben gegliedert.
Der Wirtschaftshof schloss sich nördlich an, seine Gebäude sind zum Teil verschwunden. Der von einer Bruchsteinmauer umgebene Park an der Süd- und Westseite mit einem größeren Teich und altem Baumbestand ist noch in Resten erhalten.

## Geschichte
1205 wurde erstmals ein Rittergut in Burkersdorf erwähnt, das sich in den folgenden Jahrhunderten im Besitz verschiedener Adelsfamilien befand, darunter die bekannten Grafen von Carlowitz und die Freiherren von der Goltz. Um 1730 wurde das Wohnhaus in der heute bestehenden barocken Form mit mächtigem Walmdach von Hans Carl v. Carlowitz und seiner Frau Susanne von Seydewitz auf den Grundmauern eines mittelalterlichen Vorgängerbaus erneuert. 1923 wurde der preußische Generalleutnant Oskar Freiherr von der Goltz Besitzer des 150 ha großen Gutes, seine Familie besaß das Gut bis zu ihrer Enteignung 1949. In der Folge wurde das Schloss bis 1994 mit mehreren staatlichen Zwischennutzungen weiter betrieben, zuletzt als Alten- und Pflegeheim. Heutiger Besitzer des wieder privat genutzten Hauses ist Alexander von Kienlin.

## Bekannte Besitzer
- 1320 wurde das halbe Gut zu Burkersdorf dem Mönchskloster Weida (heutige Stadtkirche) zugeeignet[2]
- Konrad von Neumark; 1392
- Familie von der Pfordten (von der Pfor(d)ten); 1420 bis 1483 (Gerhard von der Pforten; 1422[3])
- Der Roeder; 1445[4]
- Die Roders; ab 1483
- Heinrich Roder; 1485, 1498
- Hans Roder; 1527 bis 1537
- Oswald und Stolanius Roder; 1551
- Oswald Roder; 1557, 1570, bis 1576[5]
- Hans Georg Joachim Roeder; 1578, 1591
- Hans Balthasar Roder; verkauft das Rittergut Burkersdorf 1603 an Jakob von Grünthal, verheiratet m. Elisabeth von Pölnitz, Schwester d. Bernhard von Pölnitz
- Jakob (Jacob) von Grünthal, Erb-, Lehns- und Gerichtsherr auf Burkersdorf; ab 1605, 1606, 1608 gründet er in seiner Eigenschaft als Lehnsherr zu Burkersdorf den Ort Nonnendorf, welcher auf Burkersdorfer Flur liegt[6]
- Bernhard von Pöllnitz zu Schwarzbach und Lindenkreuz; 1603 bis 1605 besaß dieser die Obergerichte in Dorf und Flur Burkersdorf, die ihm (von seinem Onkel/Vetter) Jacob von Grünthal überlassen wurden; das Rittergut selbst, besaß er nicht
- Heinrich von Wobeser; 1608[7]
- Heinrich von Volgstedt
- Hans Georg von Volgstedt; 1616
- Christoph von Raschau zu Frießnitz, Burkersdorf, Niederpöllnitz, Struth und Lübschwitz; kaufte 1618 das Rittergut Burkersdorf von den von Volgstedt, 1624[8]
- Familie von Seydewitz; 1699
- Adam Gottlob Freiherr von Meußbach (eigentlich von Meußebach / von Meusebach-Voigstedt); 1703
- Baroness Agnes von Meußebach (von Meusebach), Enkelin des Christoph von Raschau, geborene von Etzdorf aus dem Hause Nimritz, Witwe des Christian von Meußebach (* 1619, † 1683), Halbschwester und Erbin des Georg Christoph von Carlowitz (gemeinsame Mutter ist Anna Margaretha, Tochter des Christoph von Raschau); 1721
- Hans Carl von Carlowitz (* 1693, † 1742), Erbherr auf Schwarzbach und Burkersdorf und Ehefrau Susanne Sabine, geborene von Seydewitz, (* 1693, † 1757); 1737
- Brüder Georg Karl und Moritz Karl von Carlowitz (Söhne des Hans v. Carlowitz); 1742 bis 1771[9]
- Wilhelm Gerlach Adolph von Schwarzenfels; Generalmajor, nach[10] 1780[11]
- Familie von Tümpling; Erwerb des Gutes von den von Schwarzenfels[12]
- Kammerherr, Geheimer Rat,[13] Ferdinand Alexander Freiherr von Seckendorff; 1797,[14] 1818[15], 1835 noch in Besitz von Burkersdorf.[16]
- Klara Weiß, seit 1882 Klara von der Goltz[17]
- Klara Baronesse von der Goltz, geb. Weiß (Ehefrau d. Nachgenannten), 1914.[18]
- Generalleutnant Freiherr Oskar von der Goltz (1852–1933); bis 1933[19]
- Freiherr Konrad von der Goltz (1883–1938); von 1933 bis 1938, vormals Landrat in Ostpreußen, Sohn des Vorgenannten
- Freifrau Hannah von der Goltz, geb. von Barby (1884–1971), Witwe des Vorgenannten;[20] bis 1945[21]